# نحو أي مجد مشرق؟ (رواية)
نحو أي مجد مشرق (بالإنجليزية: Toward What Bright Glory?)‏ هي رواية للكاتب الأمريكي ألن دروري نشرت في عام 1990. وهي ضمن ما يعرف بسلسلة روايات الجامعة للكاتب.

## القصة
تدور الأحداث حول ويلي ويلسون وزملائه في أخوية ألفا زيتا في الجامعة، في سنة التخصص في الجامعة، بينما تبدو الحرب في أوروبا في الأفق.